# Narsarmiut
Narsarmiut [ˌnɑˈsːɑmːiut] (nach alter Rechtschreibung Narssarmiut) ist eine wüst gefallene grönländische Siedlung im Distrikt Maniitsoq in der Qeqqata Kommunia.

## Lage
Narsarmiut liegt im Südosten einer gleichnamigen Insel hinter der Mündung des Kangaamiut Kangerluarsuat. Kangaamiut liegt 7,5 km südlich.

## Geschichte
Narsarmiut war bereits vor der Kolonialisation bewohnt. Davon zeugen zahlreiche Ruinen. Bereits 1724 berichtete Hans Egede von dem Ort, wo er ein verlassenes holländisches Schiff voller Proviant und Handelswaren vorfand. Damals sollen 60 bis 70 Familien in Narsarmiut gewohnt haben, was für damalige Verhältnisse enorm viel war. Die große Einwohnerzahl war der Grund, dass Claus Paarss 1730 erwog eine Loge in Narsarmiut zu errichten. Der Ort war der südlichste, an dem holländische Walfänger handelten. Auch 1802 war der Ort bewohnt. 1855 fand Hinrich Johannes Rink dort 42 Bewohner vor. Anfang des 20. Jahrhunderts befand sich in Narsarmiut das letzte grönländische Haus vom Typ Torsooq, dessen Eingang eingesenkt war. Ab 1911 gehörte Narsarmiut zur Gemeinde Kangaamiut.
1918 wurden 30 Menschen gezählt, die in fünf Häusern lebten. Die Einwohner lebten fast ausschließlich von der Rentier- und Robbenjagd. Es gab fünf Jäger und einen Fischer. Ein Leser unterrichtete im Ort. Es wird erzählt, dass die Bewohner teils Nachkommen des im 18. Jahrhundert selbsternannten Propheten Habakuk waren.
1930 hatte Narsarmiut 28 Einwohner, aber bis 1947 stieg die Zahl auf 40 an. Anschließend ging die Einwohnerzahl schlagartig zurück und 1950 verließen die letzten Bewohner den Wohnplatz.